# Timée de Locres
Pour les articles homonymes, voir Timée et Locres.
Timée de Locres est un philosophe pythagoricien originaire de la cité de Locres Épizéphyrienne en Calabre, qui aurait vécu au Ve siècle av. J.-C.

## Biographie

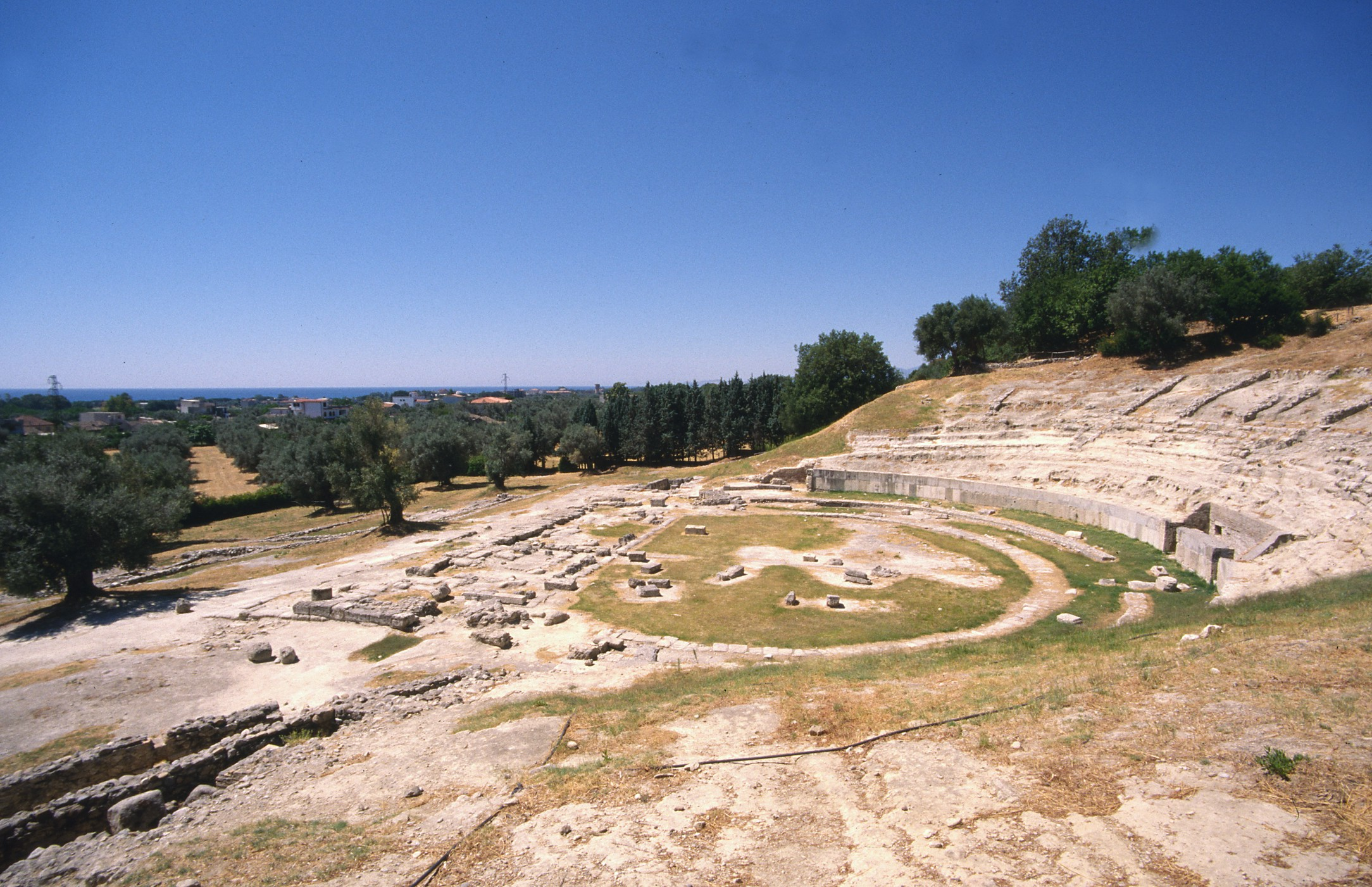
L'ancien théâtre grec de Locres.

La seule source majeure de renseignements sur sa vie est Platon dans son Timée :
« Socrate : (…) En effet, Timée que voici, qui vient de la cité si bien policée de Locres en Italie, où, par la fortune et par la naissance, il n'est inférieur à personne, s'est vu dans sa cité confier les plus hautes charges et décerner les plus grands honneurs ; en outre, il s'est, à mon sens, élevé aux sommets de la philosophie en son ensemble. »
(traduction Luc Brisson, GF, 1996)
Il est aussi un interlocuteur du dialogue de Platon, le Critias.
Cicéron rapporte qu'il était un intime de Platon :
« Sans doute as-tu appris, Tubéron, qu'après la mort de Socrate, Platon se rendit d'abord en Égypte pour s'y instruire, puis en Italie et en Sicile, afin de tout apprendre des découvertes de Pythagore. C'est là qu'il vécut longtemps dans l'intimité d'Archytas de Tarente et de Timée de Locres, et eut la chance de se procurer les Commentaires de Philolaos. » (République, I, X, 16)
Timée aurait développé sa pensée à la suite d'Ocellos. Il nous reste des fragments qui nous sont parvenus sous son nom, mais qui sont considérés comme faux. Il est possible que Platon ait inventé ce philosophe, mais cela est peu probable au vu des autres attestations, certes plus tardives, de son existence. Le Catalogue de Jamblique mentionne un Timée de Crotone ou de Paros qui pourrait être le même. D'après Simplicios de Cilicie, Timée, affirmait que « le monde est engendré, puisqu'il est sensible, et il pose en principe que le sensible est engendré et l'intelligible inengendré. » Proclus lui attribue un livre Sur la Nature (Περὶ Φύσεως/Pêri Phúseôs). 

## Le Pseudo-Timée de Locres
Le Pseudo-Timée de Locres date, selon M. Baltes du Ier siècle av. J.-C., il appartenait au cercle d'Eudore d'Alexandrie, dont l'acmé se situe en 25 av. J.-C. Par contre, H. Thesleff le situe au IIIe – IIe siècle av. J.-C., en Italie méridionale.
On lui doit un Traité de l'Âme du monde et de la Nature, dont il reste des fragments, édités par H. Thesleff dans The Pythagorean Texts of the Hellenistic Period. Le traité, qui réinterprète le dialogue de Platon Timée à la lumière de l'ancienne Académie platonicienne (Speusippe, Xénocrate) et d'Aristote, admet deux causes : l'Esprit (Noûs) et la Nécessité (Anangkê). Il établit l'analogie entre qualités physiques et vertus morales : « Mais il faut que l'âme, elle aussi, soit éduquée aux vertus qui lui sont propres : à la tempérance comme le corps l'est à la santé, à la prudence comme le corps l'est à l'intégrité des facultés sensibles, au courage comme le corps l'est à la vigueur et à la force, à la justice comme le corps l'est à la beauté ».
Ce traité se distingue du traité Sur la nature de l'univers du Pseudo-Ocellos, lui aussi pythagoricien et pseudépigraphe.

### Fragments de Timée
- Timæus Locrus, Fragmenta et testimonia (Fragments et témoignages), commentaire de Matthias Baltes - Über die Natur des Kosmos und der Seele / Timaeus Locrus ; Leyde, éd. Brill, 1972, xii-252 p. Coll. « Philosophia Antiqua ».
- I Pitagorici. Testimonianze e frammenti, Maria Timpanaro-Cardini, Florence, 1964, t. II, p. 402.
- Les Présocratiques, J.-P. Dumont, Paris, Gallimard, 1988, coll. « Bibliothèque de la Pléiade » n° 345, XXVIII-1652 p.,  (ISBN 2-07-011139-3), p. 1391.

### Études
- (de) M. Baltes, Timaios Lokros. Über die Natur des Kosmos und der Seele, Leyde, Philosophia antiqua, 1972.
- Micheline Decorps-Foulquier, « Deux manuscrits méconnus de Timée de Locres », Revue d’histoire des textes, no 9,‎ 1979, p. 255-259 (lire en ligne, consulté le 6 août 2020)

### Sur le Pseudo-Timée
- Pseudo-Timée, Traité de l'Âme du monde et de la Nature : W. Marg, Timaeus Locrus. De natura mundi et animae, Leyde, éd. Brill, 1972.
- Notices d'autorité :   - VIAF
  - IdRef
  - GND
  - Pays-Bas
  - Grèce